# Lantenne-Vertière
Lantenne-Vertière é uma comuna francesa na região administrativa de Borgonha-Franco-Condado, no departamento de Doubs. Estende-se por uma área de 9,88 km². Em 2010 a comuna tinha 546 habitantes (densidade: 55,3 hab./km²).